# (13238) Lambeaux
Pour les articles homonymes, voir Lambeaux.
(13238) Lambeaux est un astéroïde de la ceinture principale.

## Description
(13238) Lambeaux est un astéroïde de la ceinture principale. Il fut découvert le 25 avril 1998 à La Silla par Eric Walter Elst. Il présente une orbite caractérisée par un demi-grand axe de 2,27 UA, une excentricité de 0,18 et une inclinaison de 3,3° par rapport à l'écliptique.

## Compléments